# Perusia paja
Perusia paja là một loài bướm đêm trong họ Geometridae.